# Club Deportivo Linares
El Club Deportivo Linares fou un club de futbol andalús de la ciutat de Linares.

## Història
El Club Deportivo Linares va néixer el 1990. La temporada 2000-01 debutà a la Segona Divisió B. Abans de l'aparició d'aquest club, a la ciutat existiren diverses entitats que van acabar desapareixent. Aquestes són:
- Sociedad Gimnástica Linarense (1909-1920)
- Linares Fútbol Club (1920-1929)
- Gimnástica Linarense (1929-1931)
- Deportivo Fútbol Club (1931-1933)
- Linares Deportivo (1940-1946)
- Titán CF de Linares
- Club Atlético Linares (1946-1952), fusió de Linares Deportivo i At. C. Linares
- Club Deportivo Linares (1952-1968)
- Santana Club de Fútbol (1961-1968) → Linares Club de Fútbol (1968-1989)
- Club Deportivo Linares (1990-2009)
- Linares Deportivo (2009–present)

El 2009 es fundà el Linares Deportivo, després de la desaparició el 21 de juliol de 2009 del CD Linares, amb un deute de €4,7 milions. L'estadi del club, l'Estadi Municipal de Linarejos, fou inaugurat el 1956, i té una capacitat per a 1.243 persones i unes dimensions de 107x70 metres.

## Dades del club
- Temporades a Primera Divisió: 0
- Temporades a Segona Divisió: 5 (Linares C.F.)
- Millor posició a la lliga: 2n (Segona divisió B, temporada 06-07)
- Pitjor posició a la lliga: 18è (Segona divisió B, temporada 00-01)

## Palmarès
- 2 Lligues de Tercera divisió (Grup IX): 1997/98, 2001/02